# Từ cô
Từ cô hay còn gọi rau mác (danh pháp khoa học: Sagittaria sagittifolia) là một loài thực vật có hoa trong họ Alismataceae. Loài này được Carl Linnaeus miêu tả khoa học đầu tiên năm 1753.
Đây là loài bản địa các khu vực đất ngập nước phần lớn của châu Âu từ Ireland và Bồ Đào Nha sang Phần Lan và Bulgaria, cũng như ở Nga, Ukraina, Siberia, Nhật Bản, Thổ Nhĩ Kỳ, Trung Quốc, Úc, Việt Nam và vùng Kavkaz. Loài này được trồng làm cây lương thực ở một số nước khác. Ở Anh nó là loài Sagittaria bản địa duy nhất .
Sagittaria sagittifolia là một loại cây thân thảo lâu năm, mọc trong nước sâu từ 10–50 cm. Các lá trên mặt nước là có đầu hình mũi tên, phiến lá dài 15–25 cm và rộng 10–22 cm, trên một cuống dài giữ lá lên đến 45 cm so với mặt nước. Cây này cũng có lá thẳng hẹp chìm dưới nước, dài tới 80 cm và rộng 2 cm. Hoa rộng 2-2,5 cm, với ba lá đài nhỏ và ba cánh hoa màu trắng, và nhiều nhị hoa màu tím.

## Sử dụng
Lá non và củ có thể sử dụng trong ẩm thực.